# Anexión del Partido de Nicoya
La Anexión del Partido de Nicoya a Costa Rica es un evento histórico que se refiere a la incorporación del territorio del partido de Nicoya al Estado de Costa Rica, ocurrida el 25 de julio de 1824.
Gran parte de lo que fue este constituye la provincia de Guanacaste. La anexión se dio mediante un plebiscito sucedido en la ciudad de Nicoya, en el cual, en cabildo abierto, los pobladores de los municipios de Nicoya y Santa Cruz votaron por incorporarse a Costa Rica, mientras que la villa de Guanacaste, hoy ciudad de Liberia, declinó la anexión, no obstante, el 18 de marzo de 1829, dicha población pasó a formar parte de Costa Rica por una ley emitida por el Congreso de la República Federal de Centro América. Cabe señalar que el término anexión de Guanacaste para referirse a este evento se considera históricamente incorrecto.
Durante la época colonial, el territorio que conformaba el Partido de Nicoya no estuvo siempre bajo soberanía costarricense, sino que fue parte de la jurisdicción nicaragüense en varias etapas. Según la Real Cédula de 23 de diciembre de 1786, Nicoya fue reincorporado a la Intendencia de León (Nicaragua), tras haber sido alcaldía mayor desde 1554, y permaneció bajo esa administración hasta 1809. Además, en 1812 se integró a la Diputación Provincial de Nicaragua y Costa Rica, posición que se restauró tras breves interrupciones hasta 1821. Por tanto, a pesar de la narrativa extendida en Costa Rica de que Guanacaste (Partido de Nicoya) “nunca fue de Nicaragua”, la evidencia colonial muestra una dependencia institucional clara con Nicaragua en distintos momentos del siglo XVIII y principios del XIX
El proceso de consolidación de dicha unión, sin embargo, se llevó a cabo paulatinamente a lo largo del siguiente decenio. La anexión no fue solo un acto, sino un proceso de experiencias variadas, en el cual los vecinos del antiguo Partido de Nicoya actuaron de diversas maneras a lo largo de unos diez años, justificado en parte porque, tras la independencia centroamericana, no existían todavía en Centroamérica las lealtades nacionales ni se habían consolidado las identidades en los nacientes Estados. Pasaron años para que surgiese el consenso general entre las poblaciones del partido de Nicoya sobre la conveniencia de pertenecer a Costa Rica. No fue sino hasta 1838 que las municipalidades de las tres poblaciones más importantes del partido de Nicoya ratificaron su anexión al país, y hasta 1858 fue que Costa Rica tuvo seguridad jurídica sobre Guanacaste con la firma del tratado Cañas-Jerez.
En la actualidad, la anexión del Partido de Nicoya es una efeméride de Costa Rica, que se celebra con actos cívicos y culturales en las escuelas y comunidades de todo el país todos los 25 de julio.

## Historia del territorio

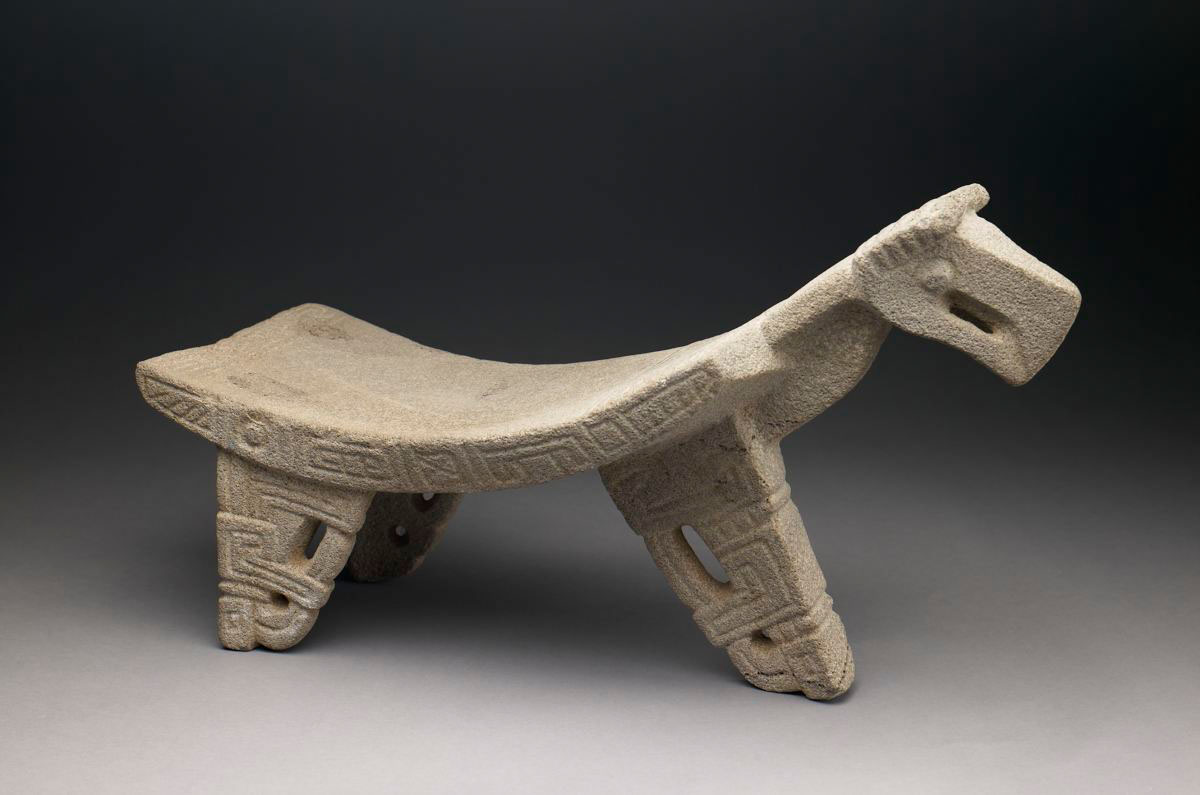
Metate ceremonial nicoyano.

El partido de Nicoya comprendía las tierras ubicadas entre el río de la Flor y el lago de Nicaragua al noroeste y al sur de Costa Rica: península de Nicoya, golfo de Nicoya, río Tempisque, río Salto y una línea que unía a este con el inicio del Desaguadero o río San Juan Diego al este. En la actualidad, gran parte de lo que fue el partido de Nicoya constituye la provincia de Guanacaste.
El territorio de la provincia de Guanacaste presenta índices de ocupamiento por seres humanos de al menos 12.000 años. Las primeras sociedades cacicales datan de entre 500 y 300 a. C., con presencia de grupos de lengua chibcha en la zona del río Tempisque. En 800 d. C. arribaron los chorotegas desde el norte, permitiendo un mayor vínculo de la región con Mesoamérica, pero sin eliminar las bases locales. La sociedad nicoyana logró alcanzar una compleja organización social y un elevado grado de desarrollo cultural, cuya tradición cultural se estableció claramente como una entidad distintiva.
Los españoles arribaron a lo que sería el territorio costarricense en 1502, pero el primer reconocimiento del litoral Pacífico se dio hasta 1519 luego de la fundación de la ciudad de Panamá. Gil González Dávila fue el primero en adentrarse en el territorio de Nicoya en 1522, posteriormente el reino de Nicoya fue recorrido en 1523 por Gonzalo Fernández de Oviedo y Valdés, y ese mismo año por Francisco Hernández de Córdoba, quien fundó la villa de Bruselas en 1524, cercana a la actual ciudad de Puntarenas. Tras la conquista, los españoles relocalizaron la ciudad de Nicoya unos 2 km al norte de su ubicación original.

## Situación administrativa de Nicoya durante la Colonia
La situación administrativa de Nicoya durante la época colonial se ha dividido en cinco etapas, en las cuales el territorio estuvo por distintos periodos unido a Nicaragua, a Costa Rica y con periodos de autonomía, siendo el más largo entre 1602 y 1787. La quinta etapa puede, a su vez, ser subdividida en dos subetapas, debido a cambios políticos importantes que se dieron en la víspera de la independencia centroamericana.

### La gobernación de Nicoya (1522-1554)
Nicoya se convirtió en una entidad jurídica política, administrativa y jurídica supeditada a la villa de Bruselas, controlada por la gobernación de Castilla del Oro. En 1527, la Corona española creó la provincia de Nicaragua, segregándola de Castilla de Oro, e incluía el territorio del Reino de Nicoya, puesto que se solicitó establecer si el territorio de la villa de Bruselas (ubicada al extremo sur de Nicoya) pertenecía a la provincia de Nicaragua (la nueva circunscripción), o si permanecía bajo la autoridad de Castilla de Oro, y una Real Cédula del 21 de abril de 1529 resolvió el conflicto a favor de la provincia de Nicaragua, cuando ya la villa de Bruselas había dejado de existir.

### De Corregimiento a Alcaldía Mayor (1554-1588)
En 1554, fue establecido el corregimiento de Nicoya, segregándolo de la provincia de Nicaragua. La Alcaldía Mayor de Nicoya se convirtió en una entidad que era dependiente directamente de la Real Audiencia de Guatemala.  En 1555, como consecuencia de la guerra de conquistadores en el virreinato del Perú, la Audiencia de Guatemala nombró corregidor de Nicoya a Pedro Ordóñez de Villaquirán. En 1566, Miguel Jiménez Ferrer fue nombrado Alcalde Mayor de Nicoya, convirtiéndose el Corregimiento en Alcaldía Mayor de Nicoya. Aunque el Corregidor y el alcalde mayor tenían las mismas facultades, la diferencia radicaba en que el Corregidor era nombrado por la Audiencia, mientras que el alcalde mayor era nombrado directamente por el Rey a través del Consejo de Indias. La Alcaldía Mayor de Nicoya continuó dependiendo de la provincia de Nicaragua hasta 1588.

### Autonomía de Nicoya (1588-1593)

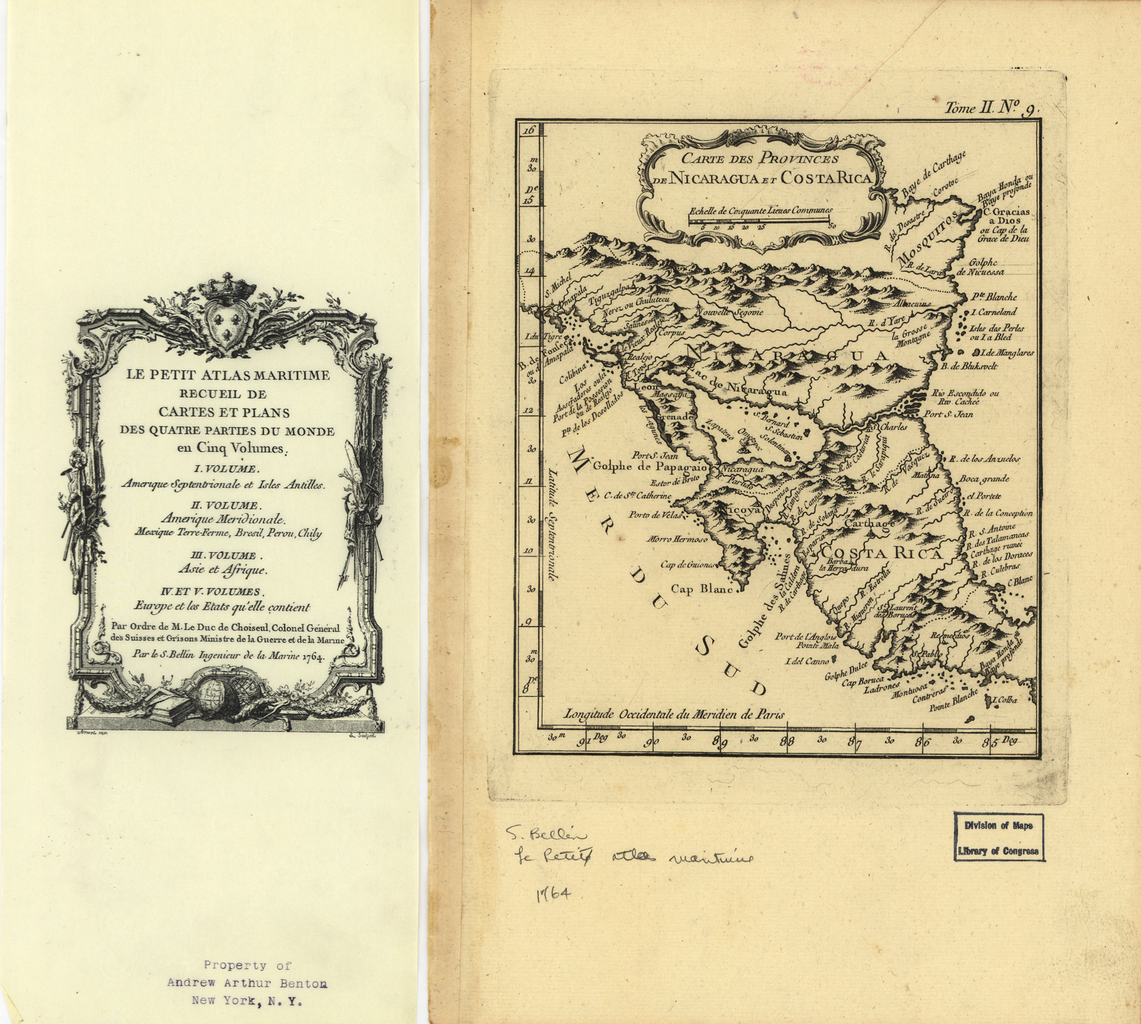
Mapa de las provincias de Nicaragua y Costa Rica en 1764, publicado en Le Petit Atlas Maritime de Jacques Bellin.

En 1573, fue creada oficialmente la provincia de Costa Rica para substituir a la Provincia de Nuevo Cartago y Costa Rica (1540). En 1576, Diego de Artieda Chirino y Uclés fue nombrado gobernador a cargo de las tres entidades: Nicaragua, Nicoya y Costa Rica. Esta situación se mantuvo hasta 1588, cuando Artieda fue depuesto por la Audiencia de Guatemala, y les fue otorgada la autonomía a las tres entidades por separado. Entre 1588 y 1593, Nicoya gozó de autonomía en lo político, tanto de Nicaragua como de Costa Rica.

### Unión con la provincia de Costa Rica (1593-1602)
En 1593, se decidió agregar a la Alcaldía Mayor de Nicoya a la provincia de Costa Rica, cuando el rey Felipe II confirmó las Capitulaciones dadas a Diego Artieda Chirino en 1573, nombrando en el cargo a Fernando de la Cueva y Escobedo:

"Hubo voluntad en que tengáis el gobierno de la dicha provincia de Costa Rica con la Alcaldía Mayor de Nicoya el dicho gobierno por espacio de doce años, y la dicha Alcaldía Mayor por ocho, como la tuvo Diego de Artieda y Chirino, que el dicho tiempo corra y se cuente desde el día que toméis posesión del dicho cargo".
En Obregón, p.40.

Durante el periodo de 1593 a 1602, el gobernador de Costa Rica fue nombrado al mismo tiempo Alcalde Mayor de Nicoya. Esta situación se mantuvo hasta 1602, cuando la Alcaldía fue declarada nuevamente autónoma.

### Nueva autonomía (1602-1786)
A partir de 1602 y por ciento ochenta años, la Alcaldía Mayor de Nicoya gozó de autonomía política en sus funciones, independiente de los gobiernos coloniales de Nicaragua y Costa Rica. Sus alcaldes mayores o corregidores eran nombrados directamente en Guatemala, y sus facultades eran las de gobernaciones menores. Esta condición se mantuvo hasta 1786 cuando se creó el régimen de intendencias en el Reino de Guatemala.

### Incorporación a la intendencia de León (1786-1824)

#### Creación del partido de Nicoya (1786)
En 1786, la Alcaldía Mayor de Nicoya fue nuevamente unido a la provincia de Nicaragua, al ser incorporado como partido a la Intendencia de León, creada como una dependencia político-administrativa del Reino de Guatemala, mediante la Real Cédula del 23 de diciembre de 1786. El Partido de Nicoya quedó bajo el gobierno de un Jefe Político Subalterno.

#### La Diputación Provincial de Nicaragua y Costa Rica (1812-1821)
En 1812, la Intendencia de León fue unida con la provincia de Costa Rica (que estaba bajo un gobierno militar dependiente de la Capitanía General de Guatemala, con las mismas facultades de una Intendencia pero con un rango menor, ya que en lo hacendario dependía de la Intendencia de León), en una nueva circunscripción, la provincia de Nicaragua y Costa Rica, pero durante la restauración absolutista en España (1814-1820) fue nuevamente dividida en dos entidades: Intendencia de León y provincia de Costa Rica.
En 1820, al restituirse la Constitución de Cádiz de 1812, se restablece la provincia de Nicaragua y Costa Rica. El 13 de diciembre de 1820, la nueva Diputación Provincial divide el territorio en siete partidos: Segovia, El Realejo, León, Granada, Nicaragua (Rivas), Nicoya y Costa Rica.
Luego del 15 de septiembre de 1821 que se firma el Acta de Independencia de América Central, Miguel González Saravia y Colarte, Jefe Político Superior y Presidente de la Diputación Provincial de la provincia de Nicaragua y Costa Rica, suscribe el 28 de septiembre de 1821 el acta de independencia condicional de la provincia de Nicaragua y Costa Rica, conocida como Acta de los Nublados, y el 11 de octubre de 1821 el acta de independencia absoluta de la provincia de Nicaragua y Costa Rica. Sin embargo, el 15 de octubre de 1821, el cabildo de Cartago acordó anular los votos emitidos anteriormente y adoptar la decisión de mantenerse al margen de los acontecimientos, sin asumir ningún compromiso con Guatemala o León. El 29 de octubre de 1821 se celebró un cabildo abierto en Cartago, en el que se redactó un acta que proclama la Independencia de Costa Rica del Gobierno español. El 1° de diciembre de 1821, se proclama el Pacto de Concordia, que restituye la provincia de Costa Rica, separada de la provincia de Nicaragua, que todavía mantuvo los seis partidos restantes, incluida Nicoya.

## Contexto histórico en vísperas de la anexión

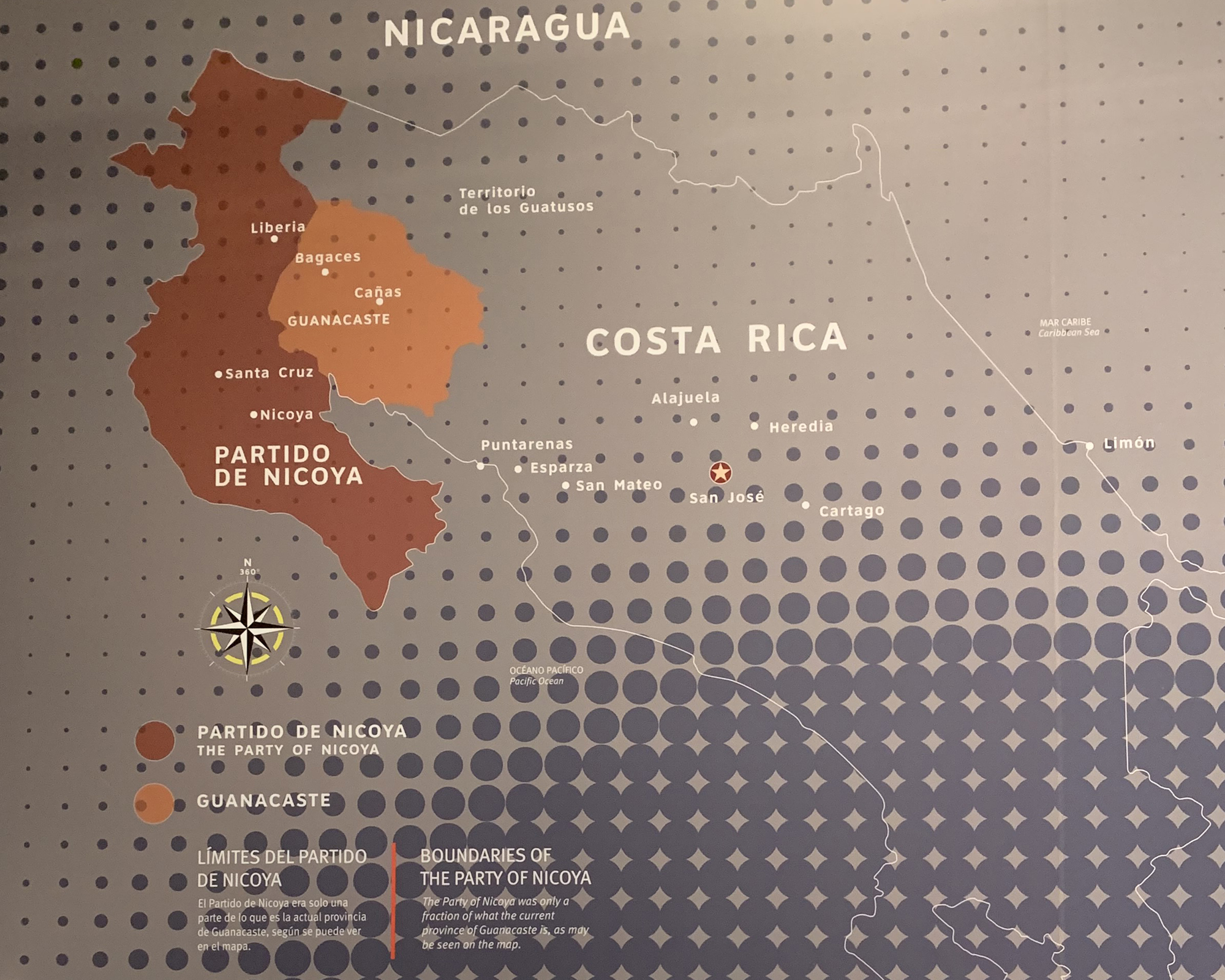
Mapa con los límites del Partido de Nicoya y Guanacaste antes de la anexión a Costa Rica (1824).

Por su situación geográfica, el partido de Nicoya mantenía relaciones comerciales continuas y muy estrechas con Costa Rica, de la cual dependía para ciertos ramos administrativos, y para otros asuntos, dependía de Nicaragua. En asuntos administrativos principalísimos, recurría directamente a la Audiencia de Guatemala.
Las tres principales poblaciones del partido al momento de la anexión eran:
- Nicoya: era la cabecera del partido, sede de las autoridades políticas y religiosas, se encontraba gobernada por un Jefe Supremo o Alcalde Mayor. La ciudad colonial fue fundada unos kilómetros al norte de la ciudad precolombina de Nicoya. Jugó un papel muy importante tanto para la conquista de Nicaragua como la de Costa Rica. Mantenía un activo comercio con la ciudad de Puntarenas. Tenía 1978 habitantes al momento de la anexión.
- Santa Cruz: ubicada en el paraje de Diriá, fue lugar de asentamiento aborigen, posteriormente su población se vio incrementada con la llegada de ladinos provenientes de Nicoya. Contaba con 2502 habitantes al momento de la anexión.
- Guanacaste (actual Liberia): ubicada al norte del río Salto, era un caserío con 1366 habitantes que surgió en 1769. Servía de pueblo de paso y sobrevivía del comercio ganadero principalmente con la ciudad de Rivas, Nicaragua.

Las bases de la anexión del partido de Nicoya a Costa Rica tiene raíces muy hondas en el pasado. Si bien los vínculos de Nicoya con Nicaragua fueron siempre muy estrechos, Costa Rica no estuvo ajena a esta conexión. Para que la anexión se diera, hubo muchos factores determinantes que incluyen realidades geográficas, vínculos políticos, situaciones históricas y contextos socioeconómicos, donde la cercanía y actividad comercial de Nicoya con el puerto de Puntarenas fue elemento determinante. Pero también se dieron realidades al interior de las mismas poblaciones que constituían el partido, que influyeron para que la decisión se diera, puesto que también hubo diferencias técnicas, socioeconómicas y culturales entre dos grupos disimiles que conformaban la población del partido: los no anexionistas, formado por un núcleo de grandes hacendados ganaderos, descendientes de españoles, con estrechos vínculos con Nicaragua. Opuestos a este círculo tradicionalista y poderoso, el grupo de los anexionistas, formado por indígenas, ladinos y mestizos, era numéricamente superior, con una gran afinidad entre sí, con una economía cerrada y carencias comunes, que vieron en la anexión una solución a muchas de esas carencias.

### Antecedentes POLITICOS

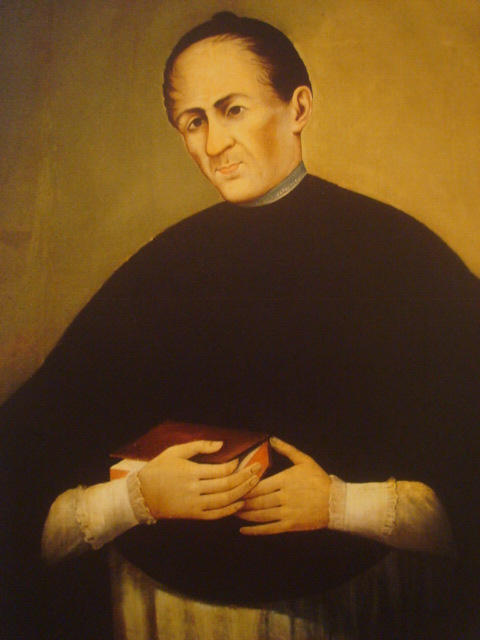
La elección de Florencio del Castillo como diputado a las Cortes de Cádiz estrechó el vínculo político entre Nicoya y Costa Rica.

En 1813, el gobernador de Costa Rica, Tomás de Acosta y Hurtado de Mendoza, escribió al presidente de la Audiencia de Guatemala una carta donde exponía la escasez de población de Costa Rica (apenas 60.000 habitantes), lo que le impedía la elección de un diputado para las Cortes de Cádiz, proponiendo que el partido de Nicoya se uniera a Costa Rica para llevar a cabo dicha elección, en la que se escogió al cartaginés Florencio del Castillo como representante de ambos territorios. A partir de esta elección, los vínculos políticos entre los representantes de Nicoya y Costa Rica se vinieron estrechando, pues Nicoya debía enviar sus electores a Cartago para diversas votaciones, como las elecciones para los representantes ante la Diputación Provincial de Nicaragua y Costa Rica.
Luego de la independencia centroamericana en 1821, Costa Rica decidió separarse de la Diputación Provincial, a la cual Nicoya siguió supeditada hasta 1824. A pesar de esto, Nicoya continuó enviando sus representantes a Cartago, puesto que la agitación independentista determinó la necesidad de la frecuente renovación de funcionarios y la creación de organismos de gobierno, lo que fortaleció a los ayuntamientos, como por ejemplo el de Santa Cruz.
Los vínculos político-electorales entre Nicoya y Costa Rica se fueron fortaleciendo de modo que ya en 1822 se consideraba la posibilidad de la incorporación de Nicoya a Costa Rica, al dictarse las bases de la unión de Costa Rica al imperio mexicano, se afirmaba que los límites del estado:

"comprenderán en su beneficio el partido de Guanacaste y Nicoya en la parte que lo reclamen y quieran adoptar por la identidad de interés, en cuyo caso la raya septentrional de la provincia por aquella parte, será la que ha reconocido aquel partido sobre la montaña de Nicaragua".
En Meléndez Chaverri.

No obstante, la incorporación quedaba como una posibilidad que le tocaba resolver a los pueblos de Guanacaste y Nicoya.
La creación del Primer Imperio Mexicano por Agustín de Iturbide en 1821 provocó la aparición de facciones imperialistas y republicanas, enfrentadas entre sí, en varios países del istmo. En el caso de Nicaragua, esto se vio reflejado en la lucha por el poder local entre las ciudades de León y Granada, cuya pugna se extendió por buena parte del siglo XIX. En 1823, dos años después de la independencia, hubo en Nicaragua un alzamiento contra el gobierno conservador. Esta rebelión, liderada por el liberal Anacleto Ordóñez Bermúdez, era consecuencia de la intención de los conservadores de anexar al país al Imperio mexicano de Agustín de Iturbide. La sublevación de Ordóñez continuó a pesar de la disolución del Imperio mexicano, con nuevos levantamientos en 1824 liderados por los leoneses Pablo Méndez y Domingo Galarza, y luego otro golpe de Ordóñez. Esta situación de guerras intestinas y golpes de estado se prolongó con la guerra entre Argüello y Cerda (1827-29), y posteriormente con varios levantamientos que culminarán en 1855 con la Guerra Nacional de Nicaragua. En el caso de Costa Rica, hubo una corta guerra civil en abril de 1823, que se zanjó con la victoria republicana, de modo que en vísperas de la anexión, Costa Rica mostraba un panorama más estable que Nicaragua.
En 1823, el abogado y diputado costarricense ante el Congreso Federal Centroamericano, Pedro Zeledón Mora, manifestó en una carta fechada en León, Nicaragua, la conveniencia de incorporar a Nicoya a Costa Rica:

"pues es ventajosísima por el aumento de terreno y otras utilidades, sin perjuicio de ésta (Nicaragua), que ni hace ni hará uso de ella".
En Meléndez Chaverri.

En 1823, la Junta de Gobierno envió una misión diplomática a León y Granada en Nicaragua, ciudades que se encontraban enfrentadas por el control del país, en las cuales se firmaron acuerdos donde se aprobaba la posible incorporación del partido a Costa Rica. Ese año, mientras en Guatemala se reunía la Asamblea Nacional Constituyente de las Provincias Unidas del Centro de América, el gobierno de Costa Rica envió a Nicaragua una misión diplomática, cuyo titular era Mariano Montealegre Bustamante. El 16 de agosto de 1823, el enviado de Costa Rica firmó con las autoridades de Granada el tratado Montealegre-Velasco, en el cual se consignó que:

"conociendo que el partido de Nicoya, por su situación topográfica, puede recibir mayores ventajas del Gobierno de Costa Rica, a cuya Provincia está más contiguo, el Gobierno de Granada lo informará así a la Soberana Asamblea Constituyente para su determinación".

El 9 de septiembre, Montealegre suscribió con las autoridades de León otro convenio, el tratado Montealegre-Solís, en el cual se dijo que:
H

"por lo que mira a la incorporación de Nicoya a la provincia de Costa Rica, propuesta por su enviado, se aguardará la división que ha de hacer la Asamblea."

Tras la firma de estos acuerdos, el gobierno costarricense efectuó una serie de acciones encaminadas para llevar a cabo dicha incorporación.

### Antecedentes socioeconómicos

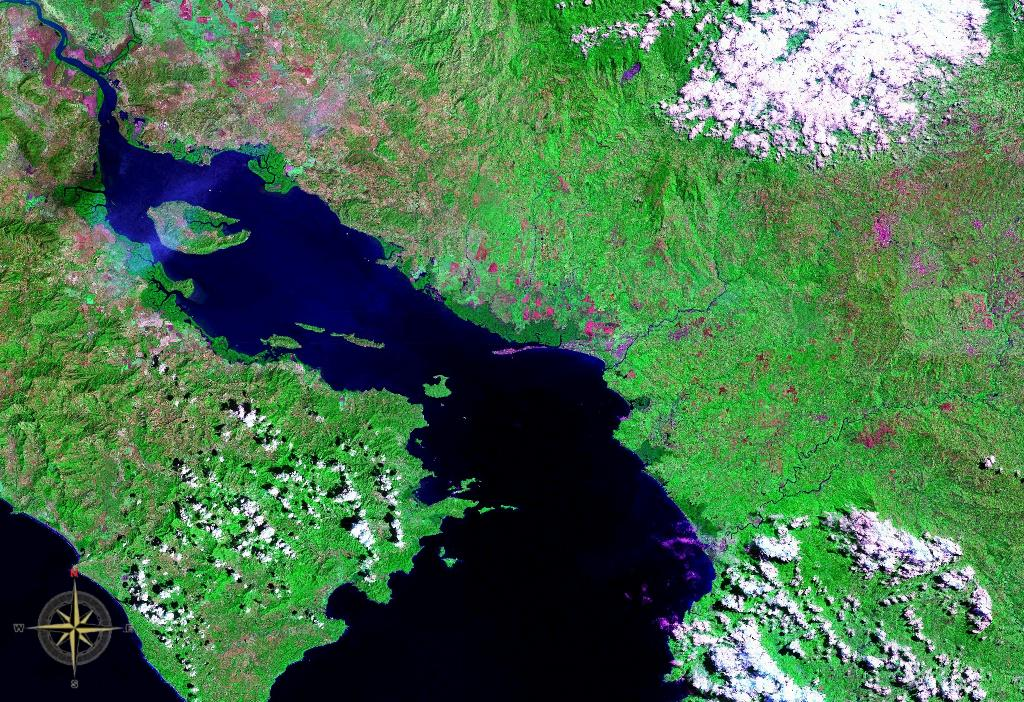
El área del golfo de Nicoya se constituyó en una unidad económica desde el, que contribuyó a la incorporación de Nicoya a Costa Rica.

Durante el periodo colonial, la provincia de Costa Rica tuvo una precaria existencia económica. Con el propósito de fortalecerla, las autoridades españolas decidieron la incorporación del Corregimiento de Nicoya a Costa Rica durante parte del siglo XVI. Durante los siglos XVII y XVIII, las comunidades que habitaban a ambos lados del golfo de Nicoya tuvieron un activo comercio. Nicoya comerciaba con la ciudad de Espíritu Santo de Esparza y con Puntarenas. El incremento del comercio propició el crecimiento de nuevos poblados, como el que llevó al establecimiento de la villa de Guanacaste en 1768, y a la concentración de ladinos en el paraje de Diriá en 1814, que dio origen al pueblo de Santa Cruz. Nicaragua también tuvo pretensiones sobre el territorio, particularmente por la existencia de grandes fincas ganaderas en la región norte, que eran propiedad de hacendados nicaragüenses asentados en Rivas. No obstante, la habilitación del puerto de Puntarenas en 1814 hizo crecer económicamente a Nicoya y Santa Cruz principalmente.
A inicios del siglo XIX se consolidó un activo intercambio comercial entre la región del Tempisque y los valles de Bagaces y Cañas, formándose una unidad económica con la ciudad de Esparza, que a su vez comerciaba con San José en el Valle Central de Costa Rica. En 1809, las autoridades coloniales desligaron la producción de tabaco de los valles de Bagaces y Cañas de la Factoría de Tabacos de Granada (Nicaragua) y la unieron a la Factoría de Tabacos de San José, permitiendo el desarrollo de la economía josefina. Conforme se incrementó el comercio en la zona del río Tempisque, los ganaderos que tenían fincas en ambas orillas del río tuvieron que enfrentar una serie de trabas administrativas por pertenecer el territorio a dos unidades distintas.
La vía fluvial a través del golfo de Nicoya se volvió para los pobladores del partido una opción de transporte y comercio más accesible que la vía terrestre, disminuyendo la dependencia del partido de las poblaciones nicaragüenses, e incrementando la afinidad con Puntarenas. La actividad de este puerto fue haciendo sentir poco a poco su magnetismo económico sobre toda el área del golfo, como centro de demanda de productos agrícolas y ganaderos, por su comercio con el Valle Central y como punto de contacto para movilizarse entre las distintas provincias y virreinatos del Imperio español, debido al constante arribo de naves de todo el continente.
Entre los antecedentes que llevaron a la anexión, también se han mencionado los factores étnicos y socioeconómicos. Las poblaciones de Santa Cruz y Nicoya, más pobres, se vieron más identificadas entre sí que entre ellas y la villa de Guanacaste, pues Nicoya era ciudad poblada mayormente por indígenas y Santa Cruz estaba habitada por ladinos, mientras que los pobladores de Guanacaste eran descendientes de españoles y grandes hacendados. Las grandes haciendas ganaderas se encontraban casi todas desde el río Tempisque hacia Nicaragua, mientras que la tierra se encontraba más repartida entre el pasaje de Diriá hasta Nicoya. Estas diferencias se verían posteriormente plasmadas en el resultado de la votación en el cabildo abierto del 25 de julio de 1824.

## La anexión (25 de julio de 1824)

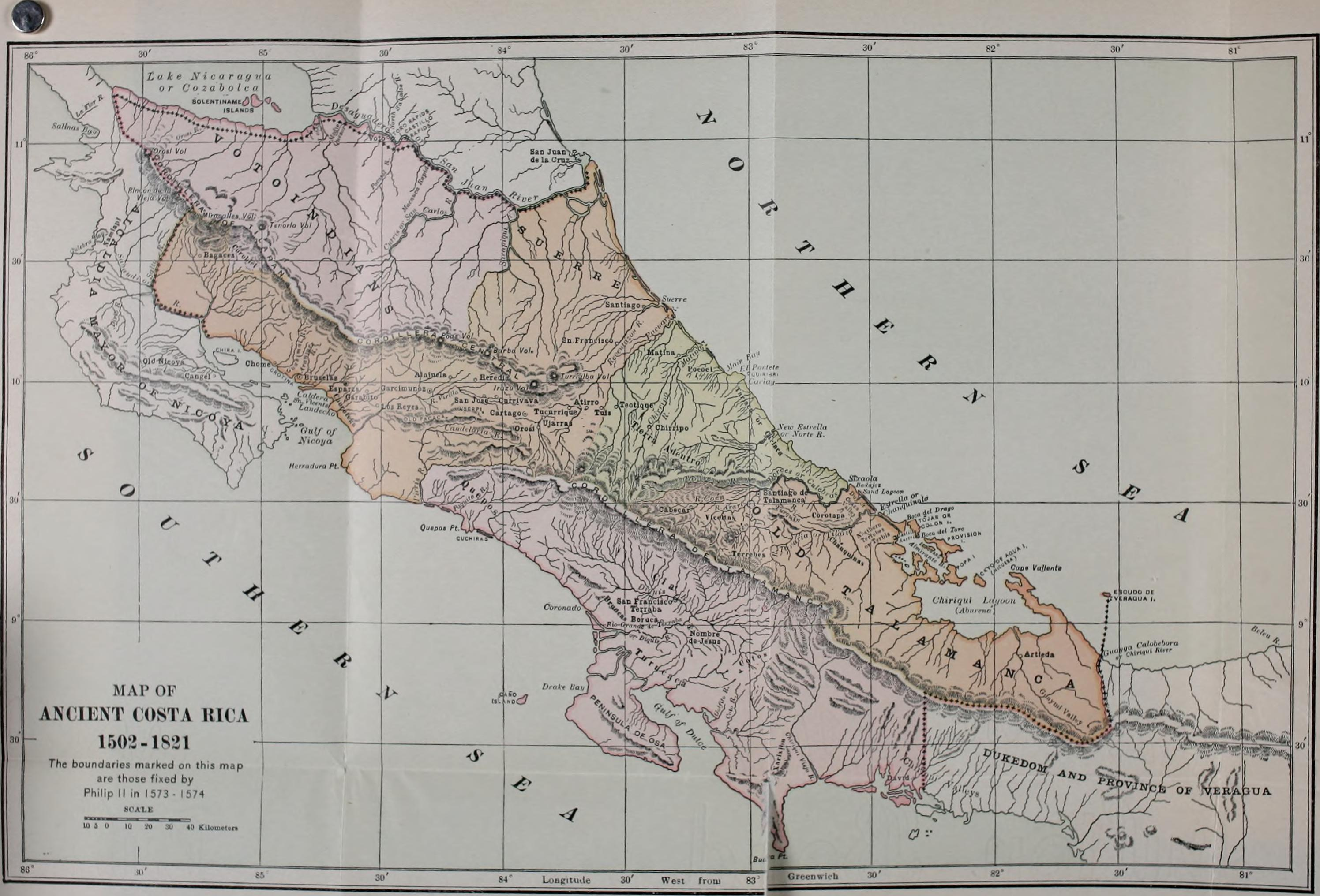
Mapa histórico publicado en 1913 en el libro "Historia del descubrimiento y la conquista de Costa Rica", de Ricardo Fernández Guardia, que muestra el territorio de Costa Rica entre 1502 y 1821, con la Alcaldía Mayor de Nicoya como una entidad separada e incluyendo el territorio de Bocas del Toro, actualmente parte de Panamá.

El 3 de marzo de 1824, el gobierno del Estado de Costa Rica propuso oficialmente a la municipalidad de Nicoya su incorporación voluntaria al país, mediante un documento en el que la invitaba "si convenía reunirse a su Provincia sin contrariar voluntades". El 4 de julio, se convocó en Nicoya un cabildo abierto para discutir el asunto, pero los asistentes declinaron la invitación bajo el argumento "que este Partido... no puede ser disidente". 
El 25 de julio de 1824, se convocó un segundo plebiscito en la ciudad de Nicoya. Luego de la deliberación, se decidió en cabildo abierto la incorporación a Costa Rica, elaborándose un acta en la cual se anotan los principales motivos de la misma, señalando las ventajas en cuanto a comercio, el deseo de participar de los adelantos que se palpan en Costa Rica, los beneficios económicos, administrativos y en la función pública, la creación de escuelas, la seguridad y quietud, refiriéndose al estado de guerra que vivía Nicaragua en aquel momento y el temor de que se extendiera a las poblaciones de Partido, además de señalar la indigencia en que se encuentran los pueblos del mismo y la propia geografía del territorio como justificaciones para la unión. Tres días después, otro plebiscito similar se llevó a cabo en Santa Cruz, con el mismo resultado. La elección se dio por mayoría de votos, con un 77% de la población del Partido a favor de la incorporación, y un 23% contrario a la misma. La villa de Guanacaste fue la única que declinó la anexión, debido a los vínculos que tenían sus pobladores con la ciudad de Rivas, Nicaragua.

### Consolidación de la anexión (1824-1858)
La anexión entró en conocimiento de las autoridades de la República Federal de Centroamérica, a las que todas las partes implificadas pertenecían, el 28 de enero de 1825, cuando el Congreso de la República Federal de Centroamérica decretó la anexión de forma temporal "hasta que se haga la demarcación del territorio de los Estados", de las municipalidades de Nicoya y Santa Cruz a Costa Rica, y el 9 de diciembre reconoció la agregación de todo el Partido, incluyendo la villa de Guanacaste, que se había manifestado adversa a la anexión debido a la influencia de poderosos hacendados ganaderos con estrechos vínculos con Nicaragua. El Senado de la República Federal de Centroamérica ratificó la decisión el 18 de marzo de 1826. El decreto federal vino a dar sentido unitario a los sucesos del Partido, al no tomar en cuenta la oposición del Guanacaste y resolver su incorporación a Costa Rica. 

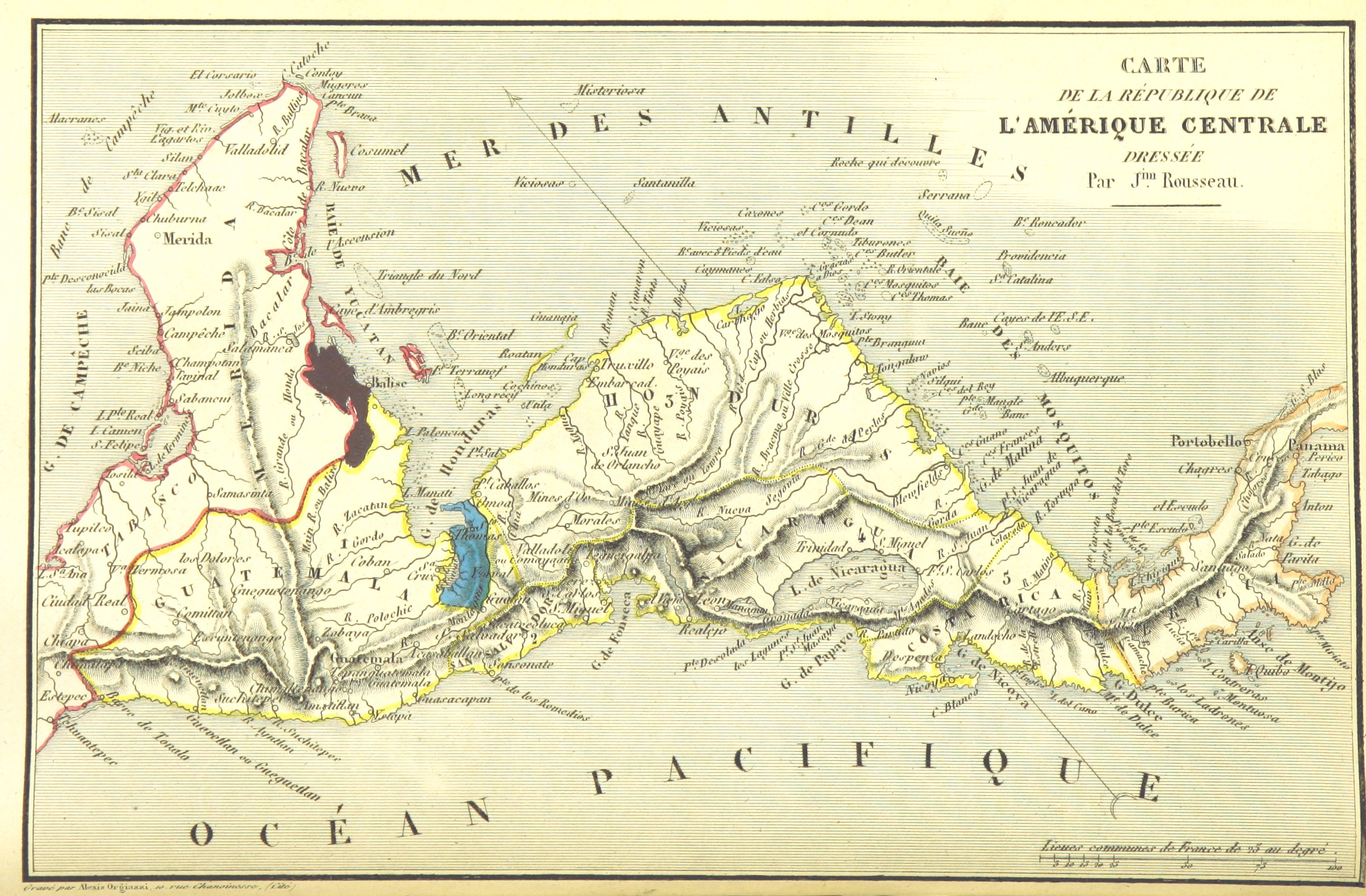
Mapa de la República Federal de Centroamérica de 1844 donde ya aparece Nicoya como territorio de Costa Rica.

Cuando el Congreso Federal aprobó la anexión en diciembre de 1825, el gobierno costarricense pidió a los jefes políticos que garantizaran la ejecución de la orden federal en Nicoya. El proceso de juramentaciones duró casi una década pues fue difícil lograr la unanimidad en los municipios del Partido sobre la anexión a Costa Rica, además de que la Constitución de Costa Rica firmada en 1825 no mencionaba al partido, lo que sirvió de justificación a los no anexionistas para evitar la juramentación de lealtad. Hubo muestras de resistencia por parte de los grupos no anexionistas. Los más entusiastas de la anexión fueron los santacruceños, cuya municipalidad había dado decidido impulso a la incorporación del partido a Costa Rica. Algunos documentos históricos, sin embargo, mencionan que el comandante militar de la comunidad, Pedro Zamora, había avisado a los pobladores que, en caso de haber resistencia, se tomarían medidas drásticas como el empleo de bayonetas, el embargo de bienes, la quema de casas y el traslado de los vecinos. Según el jefe político de Santa Cruz, Roque Rosales, la juramentación de Santa Cruz, que se dio el 30 de diciembre de 1826, debió hacerse con auxilio de las tropas, motivada según él por "la inovediencia [sic] de la Municipalidad del Guanacaste que contaminó a los vecinos de Santa Cruz". Precisamente en la villa de Guanacaste, el día de la juramentación en septiembre de 1826, a la vez redactaron una constancia de que no tuvieron libertad para escoger "pues si se le deja actuar con libertad [al vecindario] ni ahora ni nunca ni en tiempo alguno lo verificaría, respecto a ser gravosa la dicha agregación". Otro factor que influyó fue que en 1826 existía la creencia de que el Congreso Federal derogaría la anexión por su condición de ser "temporal".
A pesar de su carácter provisional, las vicisitudes del sistema federal y la situación continua de guerra en Nicaragua se encargaron de darle estabilidad a la unión. En 1834, la totalidad de las municipalidades del Partido de Nicoya lograron la aceptación de su incorporación al Estado de Costa Rica. En diciembre de ese año, las autoridades municipales que ejercían el poder económico y político en la villa de Guanacaste, la más reticente a la anexión, solicitaron al Congreso de la República Federal de Centroamérica que esta fuese ratificada, decisión que fue apoyada por la municipalidad de Nicoya en enero de 1835. Ese año, el territorio del antiguo Partido de Nicoya fue organizado como Departamento, decidiéndose cambiar el nombre del territorio de Nicoya a Guanacaste, puesto que desde 1831 la importancia del pueblo de Guanacaste había ido creciendo, desplazando gradualmente a Nicoya como principal población del antiguo partido. Al Departamento de Guanacaste se agregaron la villa de Bagaces, el pueblo de Cañas y la región aledaña a estas dos poblaciones. La villa de Guanacaste (Liberia) fue erigida en ciudad en 1836, como reconocimiento luego de que esta ciudad se rechazase una invasión de expatriados liderados por Manuel Quijano y García y apoyados por el gobierno de Nicaragua. En 1838, las tres municipalidades (Santa Cruz, Nicoya y Guanacaste) confirmaron su decisión de permanecer anexadas a Costa Rica. En 1848 se le dio al territorio la categoría de "Provincia" con cuatro cantones: el de Guanacaste, el de Nicoya, el de Santa Cruz, y el de Bagaces y Cañas. La firma del Tratado Cañas-Jerez en 1858, que definió la frontera entre Costa Rica y Nicaragua, le dio fundamento de estabilidad jurisdiccional a Costa Rica sobre la provincia.

### Acta de Anexión del Partido de Nicoya a Costa Rica
El Acta de la Anexión del Partido de Nicoya a Costa Rica es un documento firmado el 25 de julio de 1824. Dicho documento resume los afanes y aspiraciones de toda índole de los pobladores del partido, quienes, con una economía cerrada y necesidades comunes, creyeron solucionarlas dando el paso de la incorporación de sus comunidades a Costa Rica.
Los firmantes del acta anotan en ella como justificación a la decisión tomada las siguientes prerrogativas: 
1. Ventajas derivadas del libre comercio con Puntarenas.
2. Participación inmediata y recíproca de los beneficios y adelantos que se palpan en Costa Rica.
3. Estado de indigencia en que se hallan los pueblos del Partido.
4. Pronto remedio a la escasez del numerario en que se encuentran.
5. Beneficios económicos por el establecimiento de tercenas de tabaco en los pueblos, que podría establecer Costa Rica, cuyos fondos servirían para cualquier necesidad o en caso de perturbación del orden.
6. Creación de fondos para la administración pública, de los que con Nicaragua carecían.
7. Habría una pronta administración de la justicia.
8. El progreso se afirmaría en todos los ramos.
9. Habría seguridad y quietud con el nuevo régimen político, cosa que con Nicaragua no ocurría por hallarse al borde una guerra civil.
10. Se crearían escuelas, tan interesantes a la educación y lustre de la juventud.
11. Era de conveniencia política.
12. Había identidad de intereses entre ambas partes.
13. La propia naturaleza (se ha interpretado como geografía del territorio) así lo imponía.

El Acta está firmada por 40 personas, entre las que se destacan los nombres de Manuel Briceño, Jefe Político Subalterno y Comandante de Armas del Partido; los regidores de la Municipalidad de Nicoya, Toribio Viales, Ubaldo Martínez y Manuel García, así como de autoridades militares, civiles y "los principales de este pueblo". En el cambio de opinión ocurrido entre el cabildo del 3 de marzo y el del 25 de julio, se ha señalado la participación activa de la familia Briceño Viales, que por esa época se destacaron en el aspecto social, económico, religioso, militar y político en Nicoya. Para el momento de la anexión, el Jefe Político de Nicoya era Manuel Briceño, y de los 25 firmantes del acta de la anexión, 10 pertenecían a la familia Briceño Viales y ocupaban cargos importantes en el ayuntamiento. Cabe señalar la ausencia entre los firmantes de Cupertino Briceño, primo de Manuel Briceño y cuatro veces alcalde de Nicoya (1825, 1833, 1836 y 1839), a quien tradicionalmente se ha señalado como el líder de la iniciativa de la anexión, pero que, según Melendez, se encontraba fuera del país en el momento del Cabildo. Cupertino Briceño, no obstante, ocupó en repetidas ocasiones los principales cargos políticos en el Cabildo y contribuyó a modelar y perfilar el pueblo de Nicoya en sus primeros años de la incorporación al territorio costarricense, y fue a él, como alcalde de Nicoya en 1825, a quien le correspondió firmar y presentar todos los documentos y actas de la anexión ante la Asamblea Legislativa de Costa Rica. La copia original del Acta se encuentra en el Archivo Nacional de Costa Rica.

### Consecuencias de la anexión de Nicoya

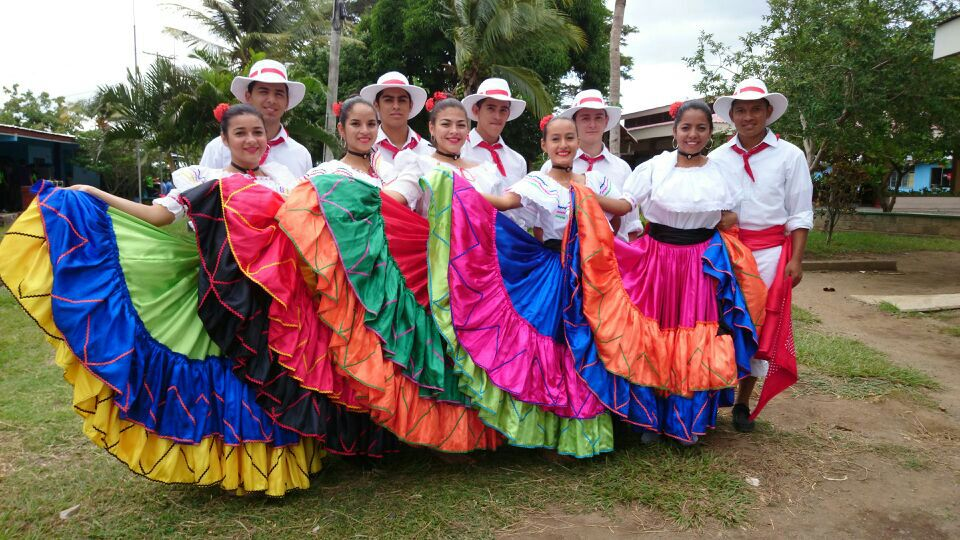
La celebración de la anexión del Partido de Nicoya es una fiesta cívica de conmemoración anual de Costa Rica.

La anexión del partido de Nicoya a Costa Rica ha tenido repercusiones políticas, económicas, sociales y culturales.
- Costa Rica vio incrementado su territorio nacional, que alcanzó su máxima extensión histórica hasta 1836, cuando perdió Bocas del Toro (hoy parte de Panamá) ante la usurpación neogranadina.
- Aumentó la población y por ende la mano de obra que contribuye notablemente en la economía.
- Las tierras guanacastecas son de gran importancia en la producción de arroz, caña de azúcar y sorgo entre otros. Además, es una excelente zona ganadera. Hoy en día, la región de Guanacaste es uno de los principales atractivos turísticos de Costa Rica por sus playas, paisajes, llanos y volcanes.
- La cultura de Costa Rica se enriqueció con el aporte de Guanacaste. Este enriquecimiento cultural se observa en diversos aspectos como la gastronomía, la música, el folclor, los instrumentos musicales, las leyendas, tradiciones y costumbres.
- Conflictos limítrofes con Nicaragua: tras la incorporación de Nicoya a Costa Rica, se han dado una serie de conflictos limítrofes con Nicaragua, muchos de ellos que se mantienen hasta la actualidad. Luego de la anexión, se dio lugar un largo litigio diplomático entre ambos países que se vio zanjado con la firma del tratado Cañas-Jerez en 1858, y su ratificación por los laudos Alexander en 1888. El tema suele salir a la luz de forma recurrente cuando existen choques políticos y diplomáticos entre los gobiernos de ambos países.